# 超低硫黄軽油
超低硫黄軽油（ちょうていいおうけいゆ、ULSD）は硫黄の含有量が極めて少ない軽油を指す用語。超深脱軽油ともいう。2006年現在、北米やヨーロッパ、日本では一般に流通する軽油のほとんどがこれにあたる。

## 概要
原油精製での脱硫または軽油を低硫黄化することにより、ディーゼルエンジンの排気ガス処理の触媒の効率が向上し、人体や自然環境に悪影響を及ぼす窒素酸化物やディーゼル微粒子などの有害物質を大幅に削減できる。そのため、エンジンとの一体的な新汚染制御技術導入の可能性が広がる。自動車などでは排ガス処理装置の触媒の機能低下を引き起こさないため、性能を最大限引き出すことから燃費向上もなされる。昨今では自動車だけでなく船舶など海運業界にも広がっている。
この軽油への切り替えは当初、2005年からヨーロッパを中心に広がり、その後アメリカでも広がっている。そのアメリカでは2007年にクリーンエネルギーを柱とした新排出基準にこの超低硫黄軽油が盛り込まれ、以降米国環境保護庁 (EPA) によるいわゆるクリーンディーゼル規制により燃料が切り替わった。これにより新基準に適合するディーゼルトラックはNOxの排出が98％、PM排出が94％減少した（ノースカロライナ州立大学、2012年発表）
日本では硫黄含有量10ppm以下の軽油を「サルファーフリー」として、2005年より供給が開始された。従前基準の500ppmからは、大幅な低減となっている。ただし、すでに長期間使用したディーゼルエンジンにおいて超低硫黄軽油を用いると、燃料噴射ポンプ周辺に軽油のにじみが発生する場合があるため、日本自動車工業会等では、注意喚起を行っている。
脱硫工程においては、従来は水素化脱硫技術（(Hydro desulfurizing plant：HDS)）によるものが一般的で除去した硫黄は硫化水素（H2S）の状態であることが多く元素硫黄または硫酸のいずれかに変換して、再度利用されてきた。昨今ではさらに低硫黄化が求められ、新型の触媒や剤が開発されている。
10ppm以下の超低硫黄まで低減している状態をサルファーフリーと指すことがある。超低硫黄の燃料をULSF（ultra-low-sulfur fuels)、ガソリンをULSG（ultra-low-sulfur gasoline)と呼ぶ場合もある。

## 各国基準
- 日本　特定特殊自動車排出ガス2011年基準
- 米国　EPA Tier4 Interim
- 欧州　EU Stage ⅢB

## 生産者
シェル、エクソンモービルなど